# ۲۰۵ (میلادی)
۲۰۵ (میلادی) دویست  و پنجمین سال تقویم میلادی است.

## زادگان
- فلوطین

## درگذشتگان
‎